# Intel 8259
L'Intel 8259 è un dispositivo usato nei sistemi elettronici digitali per la gestione delle interruzioni provenienti da periferiche esterne ("PIC" - Programmable Interrupt Controller), prodotto dalla Intel.
Si tratta in sintesi di un multiplexer programmabile che, in presenza di un segnale di interruzione su uno dei suoi otto ingressi, genera un unico segnale di interruzione verso il microprocessore unitamente ad un vettore sul bus dati che permette al microprocessore stesso di riconoscere la sorgente che ha generato l'interruzione e avviarne la relativa gestione.
Un singolo dispositivo è in grado di gestire fino ad otto sorgenti di interruzioni e può essere utilizzato in cascata, fino ad un limite di otto dispositivi, per gestire quindi un numero massimo di sessantaquattro sorgenti di interruzione.
Prodotto dalla Intel Corporation, riveste una importanza storica poiché venne utilizzato dal 1980 in tutti i PC XT e AT IBM e compatibili. Attualmente è fuori produzione.